# Sibinal
Sibinal è un comune del Guatemala facente parte del dipartimento di San Marcos.